# 1 000 kilomètres de Jarama 2006
Les 1 000 kilomètres de Jarama 2006 (1000 Km del Jarama), disputées le 24 septembre 2006 sur le circuit du Jarama, sont la dix-septième et dernière édition de cette épreuve, la première sur un format de 1 000 kilomètres, et la cinquième et dernière manche des Le Mans Series 2006.

## Course

### Classement de la course
Classement à l'issue de la course (vainqueurs de catégorie en gras), :
| Pos.    | Catégorie | N° | Écurie                         | Pilotes                                                | Châssis                   | Pneus | Tours |
| Pos.    | Catégorie | N° | Écurie                         | Pilotes                                                | Moteur                    | Pneus | Tours |
| ------- | --------- | -- | ------------------------------ | ------------------------------------------------------ | ------------------------- | ----- | ----- |
| 1       | LMP1      | 17 | Pescarolo Sport                | Emmanuel Collard Jean-Christophe Boullion Didier André | Pescarolo C60 Hybrid      | M     | 237   |
| 1       | LMP1      | 17 | Pescarolo Sport                | Emmanuel Collard Jean-Christophe Boullion Didier André | Judd GV5 S2 5.0L V10      | M     | 237   |
| 2       | LMP2      | 40 | ASM Team Racing for Portugal   | Miguel Amaral Miguel Angel Castro Ángel Burgueño (en)  | Lola B05/40               | D     | 233   |
| 2       | LMP2      | 40 | ASM Team Racing for Portugal   | Miguel Amaral Miguel Angel Castro Ángel Burgueño (en)  | AER P07 2.0L Turbo I4     | D     | 233   |
| 3       | LMP1      | 5  | Swiss Spirit                   | Harold Primat Marcel Fässler                           | Courage LC70              | M     | 232   |
| 3       | LMP1      | 5  | Swiss Spirit                   | Harold Primat Marcel Fässler                           | Judd GV5 S2 5.0L V10      | M     | 232   |
| 4       | LMP1      | 9  | Creation Autosportif           | Nicolas Minassian Felipe Ortiz Beppe Gabbiani          | Creation CA06/H           | M     | 230   |
| 4       | LMP1      | 9  | Creation Autosportif           | Nicolas Minassian Felipe Ortiz Beppe Gabbiani          | Judd GV5 S2 5.0L V10      | M     | 230   |
| 5       | LMP1      | 19 | Chamberlain-Synergy Motorsport | Bob Berridge Gareth Evans Peter Owen                   | Lola B06/10               | D     | 229   |
| 5       | LMP1      | 19 | Chamberlain-Synergy Motorsport | Bob Berridge Gareth Evans Peter Owen                   | AER P32T 3.6L Turbo V8    | D     | 229   |
| 6       | GT1       | 55 | Team Oreca                     | Stéphane Ortelli Soheil Ayari                          | Saleen S7-R               | M     | 226   |
| 6       | GT1       | 55 | Team Oreca                     | Stéphane Ortelli Soheil Ayari                          | Ford 7.0L V8              | M     | 226   |
| 7       | GT1       | 50 | Aston Martin Racing Larbre     | Pedro Lamy Gabriele Gardel Vincent Vosse               | Aston Martin DBR9         | M     | 225   |
| 7       | GT1       | 50 | Aston Martin Racing Larbre     | Pedro Lamy Gabriele Gardel Vincent Vosse               | Aston Martin 6.0L V12     | M     | 225   |
| 8       | GT1       | 63 | Team Modena                    | David Brabham Antonio García Peter Hardman             | Aston Martin DBR9         | M     | 224   |
| 8       | GT1       | 63 | Team Modena                    | David Brabham Antonio García Peter Hardman             | Aston Martin 6.0L V12     | M     | 224   |
| 9       | GT1       | 70 | PSI Experience                 | Jos Menten Pertti Kuismanen Markus Palttala            | Chevrolet Corvette C6.R   | D     | 223   |
| 9       | GT1       | 70 | PSI Experience                 | Jos Menten Pertti Kuismanen Markus Palttala            | Chevrolet LS7R 7.0L V8    | D     | 223   |
| 10      | GT1       | 67 | Convers MenX Team              | Peter Kox Robert Pergl Alexey Vasilyev                 | Ferrari 550-GTS Maranello | M     | 223   |
| 10      | GT1       | 67 | Convers MenX Team              | Peter Kox Robert Pergl Alexey Vasilyev                 | Ferrari 6.0L V12          | M     | 223   |
| 11      | LMP2      | 44 | Kruse Motorsport               | Jan-Dirk Leuders Jens Petersen Norbert Siedler (en)    | Courage C65               | K     | 219   |
| 11      | LMP2      | 44 | Kruse Motorsport               | Jan-Dirk Leuders Jens Petersen Norbert Siedler (en)    | Judd XV675 3.4L V8        | K     | 219   |
| 12      | LMP1      | 13 | Courage Compétition            | Shinji Nakano Haruki Kurosawa                          | Courage LC70              | Y     | 217   |
| 12      | LMP1      | 13 | Courage Compétition            | Shinji Nakano Haruki Kurosawa                          | Mugen MF458S 4.5L V8      | Y     | 217   |
| 13      | LMP2      | 20 | Pierre Bruneau                 | Pierre Bruneau Marc Rostan                             | Pilbeam (en) MP93         | M     | 214   |
| 13      | LMP2      | 20 | Pierre Bruneau                 | Pierre Bruneau Marc Rostan                             | Judd XV675 3.4L V8        | M     | 214   |
| 14      | GT2       | 81 | Team LNT                       | Robert Bell Warren Hughes                              | Panoz Esperante GT-LM     | P     | 214   |
| 14      | GT2       | 81 | Team LNT                       | Robert Bell Warren Hughes                              | Ford (Élan) 5.0L V8       | P     | 214   |
| 15      | GT2       | 78 | Autorlando Sport               | Gunnar Kristensen Allan Simonsen                       | Porsche 911 GT3-RSR       | P     | 214   |
| 15      | GT2       | 78 | Autorlando Sport               | Gunnar Kristensen Allan Simonsen                       | Porsche 3.6L Flat-6       | P     | 214   |
| 16      | GT2       | 86 | Spyker Squadron b.v.           | Jonny Kane Peter Dumbreck                              | Spyker C8 Spyder GT2-R    | D     | 213   |
| 16      | GT2       | 86 | Spyker Squadron b.v.           | Jonny Kane Peter Dumbreck                              | Audi 3.8L V8              | D     | 213   |
| 17      | LMP2      | 32 | Barazi-Epsilon                 | Michael Vergers Juan Barazi Davide Valsecchi           | Courage C65               | M     | 213   |
| 17      | LMP2      | 32 | Barazi-Epsilon                 | Michael Vergers Juan Barazi Davide Valsecchi           | AER P07 2.0L Turbo I4     | M     | 213   |
| 18      | GT2       | 82 | Team LNT                       | Lawrence Tomlinson Richard Dean Marc Hynes             | Panoz Esperante GT-LM     | P     | 212   |
| 18      | GT2       | 82 | Team LNT                       | Lawrence Tomlinson Richard Dean Marc Hynes             | Ford (Élan) 5.0L V8       | P     | 212   |
| 19      | GT2       | 99 | Virgo Motorsport               | Dan Eagling Tim Sugden                                 | Ferrari F430GT            | D     | 211   |
| 19      | GT2       | 99 | Virgo Motorsport               | Dan Eagling Tim Sugden                                 | Ferrari 4.0L V8           | D     | 211   |
| 20      | GT2       | 75 | Perspective Automobiles        | Anthony Beltoise Philippe Hesnault Nigel Smith (en)    | Porsche 911 GT3-RSR       | D     | 210   |
| 20      | GT2       | 75 | Perspective Automobiles        | Anthony Beltoise Philippe Hesnault Nigel Smith (en)    | Porsche 3.6L Flat-6       | D     | 210   |
| 21      | LMP2      | 36 | Paul Belmondo Racing           | Karim Ojjeh Paul Belmondo Pierre Ragues                | Courage C65               | P     | 209   |
| 21      | LMP2      | 36 | Paul Belmondo Racing           | Karim Ojjeh Paul Belmondo Pierre Ragues                | Ford (Mecachrome) 3.4L V8 | P     | 209   |
| 22      | GT2       | 92 | IMSA Performance Matmut        | Christophe Bouchut Raymond Narac                       | Porsche 911 GT3-RSR       | D     | 204   |
| 22      | GT2       | 92 | IMSA Performance Matmut        | Christophe Bouchut Raymond Narac                       | Porsche 3.6L Flat-6       | D     | 204   |
| 23      | GT2       | 96 | James Watt Automotive          | Paul Daniels Peter Cook Wolfgang Kaufmann              | Porsche 911 GT3-RSR       | D     | 191   |
| 23      | GT2       | 96 | James Watt Automotive          | Paul Daniels Peter Cook Wolfgang Kaufmann              | Porsche 3.6L Flat-6       | D     | 191   |
| 24      | GT2       | 95 | Racesport Salisbury TVR        | John Hartshorne Nigel Greensall                        | TVR Tuscan T400R          | D     | 184   |
| 24      | GT2       | 95 | Racesport Salisbury TVR        | John Hartshorne Nigel Greensall                        | TVR Speed Six 4.0L I6     | D     | 184   |
| 25 DSQ† | GT2       | 97 | GPC Sport                      | Luca Drudi Gabrio Rosa Fabrizio De Simone              | Ferrari F430GT            | P     | 215   |
| 25 DSQ† | GT2       | 97 | GPC Sport                      | Luca Drudi Gabrio Rosa Fabrizio De Simone              | Ferrari 4.0L V8           | P     | 215   |
| 26 DNF  | LMP2      | 25 | Ray Mallock Ltd. (RML)         | Thomas Erdos Mike Newton                               | MG-Lola EX264             | M     | 220   |
| 26 DNF  | LMP2      | 25 | Ray Mallock Ltd. (RML)         | Thomas Erdos Mike Newton                               | AER P07 2.0L Turbo I4     | M     | 220   |
| 27 DNF  | GT2       | 85 | Spyker Squadron b.v.           | Jeroen Bleekemolen Mike Hezemans                       | Spyker C8 Spyder GT2-R    | D     | 186   |
| 27 DNF  | GT2       | 85 | Spyker Squadron b.v.           | Jeroen Bleekemolen Mike Hezemans                       | Audi 3.8L V8              | D     | 186   |
| 28 DNF  | GT1       | 72 | Luc Alphand Aventures          | Jérôme Policand Patrice Goueslard Luc Alphand          | Chevrolet Corvette C5-R   | M     | 184   |
| 28 DNF  | GT1       | 72 | Luc Alphand Aventures          | Jérôme Policand Patrice Goueslard Luc Alphand          | Chevrolet LS7R 7.0L V8    | M     | 184   |
| 29 DNF  | LMP2      | 22 | Rollcentre Racing              | Martin Short Rob Barff João Barbosa                    | Radical SR9               | D     | 129   |
| 29 DNF  | LMP2      | 22 | Rollcentre Racing              | Martin Short Rob Barff João Barbosa                    | Judd XV675 3.4L V8        | D     | 129   |
| 30 DNF  | LMP1      | 12 | Courage Compétition            | Jean-Marc Gounon Gregor Fisken Alexander Frei          | Courage LC70              | Y     | 75    |
| 30 DNF  | LMP1      | 12 | Courage Compétition            | Jean-Marc Gounon Gregor Fisken Alexander Frei          | Mugen MF458S 4.5L V8      | Y     | 75    |
| 31 DNF  | LMP2      | 24 | Binnie Motorsports             | William Binnie Allen Timpany Sam Hancock               | Lola B05/42               | M     | 75    |
| 31 DNF  | LMP2      | 24 | Binnie Motorsports             | William Binnie Allen Timpany Sam Hancock               | Zytek ZG348 3.4L V8       | M     | 75    |
| 32 DNF  | GT2       | 76 | Autorlando Sport               | Marc Lieb Joël Camathias                               | Porsche 911 GT3-RSR       | P     | 55    |
| 32 DNF  | GT2       | 76 | Autorlando Sport               | Marc Lieb Joël Camathias                               | Porsche 3.6L Flat-6       | P     | 55    |
| 33 DNF  | GT2       | 73 | Ice Pol Racing Team            | Yves-Emmanuel Lambert Christian Lefort                 | Porsche 911 GT3-RSR       | D     | 49    |
| 33 DNF  | GT2       | 73 | Ice Pol Racing Team            | Yves-Emmanuel Lambert Christian Lefort                 | Porsche 3.6L Flat-6       | D     | 49    |
| 34 DNF  | LMP2      | 21 | Team Bruichladdich Radical     | Tim Greaves Stuart Moseley                             | Radical SR9               | D     | 27    |
| 34 DNF  | LMP2      | 21 | Team Bruichladdich Radical     | Tim Greaves Stuart Moseley                             | AER P07 2.0L Turbo I4     | D     | 27    |
| 35 DNF  | LMP1      | 3  | Lavaggi Sport                  | Giovanni Lavaggi Xavier Pompidou                       | Lavaggi LS1               | D     | 27    |
| 35 DNF  | LMP1      | 3  | Lavaggi Sport                  | Giovanni Lavaggi Xavier Pompidou                       | Ford (PME) 6.0L V8        | D     | 27    |
| 36 DNF  | GT2       | 90 | Farnbacher Racing              | Pierre Ehret Marco Seefried                            | Porsche 911 GT3-RSR       | Y     | 3     |
| 36 DNF  | GT2       | 90 | Farnbacher Racing              | Pierre Ehret Marco Seefried                            | Porsche 3.6L Flat-6       | Y     | 3     |

## Statistiques
Les 1 000 kilomètres de Jarama 2006 représentent :